# ناش موتورز
ناش موتورز  (بالإنجليزية: Nash Motors)‏ كانت شركة أمريكية لصانعة السيارات، تأسست في 1917. ويقع مقرها في كينوشا بولايةويسكونسن، الولايات المتحدة، في الفترة 1916-1937. وفي فترة 1937-1954، أصبحت ناش موتورز قسم السيارات في شركة ناش-كلفينتور.